# Principals carrers de Manlleu
El Principals carrers de Manlleu és un conjunt de vies públiques de Manlleu (Osona) que forma part de l'Inventari del Patrimoni Arquitectònic de Catalunya.

## Descripció
Del creixement lineal de la ciutat als segles XIII-XVII (urbanització de les vies d'accés al clos emmurallat o primitiu nucli urbà) en són representatius els carrers de Torelló, de la Gleva, de la Cavalleria, del Pont, d'Enric Delaris i de Sant Martí. El primer eixample (segle xviii) es formà entre les dues barreres naturals del riu Ter i el turó de Dalt Vila (indicat per els carrers de la Font, Cavalleria i de la Baixa Cortada) que actuaren de frontissa entre l'eixample (Baix Vila) i el poble Antic (Dalt Vila). Així s'inicià el creixement format pels carrers de sant Domènech, de l'Horta d'en Font i de l'Horta del Frare, estructurats pels carrers del Pont, del Call del Ter, de sant Martí i del Vendrell, juntament amb el riu Ter. A partir del segle xix el canal industrial i les noves vies de comunicació originaren el creixement actual de la ciutat.

## Història
El nucli original de població nasqué al voltant de santa Maria, com una sagrera. Al segle xiii s'emmurallà. Les portes de la Vila eren quatre (portal de Torelló, de Sant Higini, de la Plaça i del Comte). A partir d'aquestes portes sortien les vies de comunicació que es van anar transformant en carrers, a base d'agrupar-hi habitatges i absorbir les edificacions aïllades del camí. Es formà doncs un model de ciutat radial que es consolidà durant els segles XIII i XVII, al qual s'hi sobreposà un creixement en Eixample durant els segles xviii i xix. Aquest concepte urbanístic comportà el designi de planificació, la introducció del concepte de plaça i del carrer com a espai projectat. Les noves àrees urbanístiques de creixement (Eixample) conviuran, però, amb les antigues estructures de creixement lineal.